# Giuseppe Milano
Giuseppe Milano (né le 26 septembre 1887 à Revere en Lombardie, et mort le 13 mai 1971 à Verceil dans le Piémont) est un joueur de football international italien, qui évoluait au poste de milieu de terrain, avant de devenir entraîneur.
Ses frères, Felice (dit Milano II), Aldo (dit Milano III) et Remigio (dit Milano IV), furent également footballeurs.

## Biographie

### Carrière de joueur

#### Carrière en sélection
Avec l'équipe d'Italie, il joue 11 matchs (pour aucun but inscrit) entre 1911 et 1914.
Il joue son premier match le 6 janvier 1911 contre la Hongrie et son dernier le 17 mai 1914 contre la Suisse. 
Il figure dans le groupe des sélectionnés lors des Jeux olympiques de 1912. Il joue 3 matchs lors du tournoi olympique.

## Palmarès
Pro Verceil
- Championnat d'Italie (5) :
  - Champion : 1908, 1909, 1910-11, 1911-12 et 1912-13.

- Championnat d'Italie D2 (1) :
  - Champion : 1907.